# Гримизна канџа
Гримизна канџа (енгл. The Scarlet Claw) је амерички детективски филм из 1944. године, и осми филм у серијалу од четрнаест филмова о Шерлоку Холмсу у коме главне улоге играју Бејзил Ратбон и Најџел Брус, а режирао га је Рој Вилијам Нил. Радња прати Холмса и доктора Вотсона који примају писмо од лејди Пенроуз која их моли за помоћ јер се плаши за свој живот. Међутим, већ је прекасно, јер ће она бити убијена до тренутка док добије одговор. Локални сељани шире гласине о чудовиштима и злим духовима који убијају људе, али Холмс не верује у то и намерава да пронађе и убицу.
Дејвид Стјуарт Дејвис изјавио је на ДВД аудио-коментару филма да га критичари и обожаваоци серијала сматрају најбољим од дванаест филмова о Шерлоку Холмсу које је направио Јуниверсал.

## Радња
Шерлок Холмс и доктор Вотсон су у Канади где присуствују конференцији о окултном, када лорд Пенроуз добија поруку да је његова супруга лејди Пенроуз убијена у малом селу Ла Морт Руж. Холмс и Вотсон планирају да се врате у Енглеску када Холмс од лејди Пенроуз прими телеграм издат пре њене смрти, у коме она тражи помоћ јер се плаши за свој живот. Холмс одлучује да истражи њену смрт.
Холмс и Вотсон стижу у село и откривају да су сви становници уверени да је убиство дело легендарног чудовишта Ла Морт Ружа, које лута мочварама око села. Доктор Вотсон касније види „чудовиште”, кога описује као „углавном грозно привиђење ... попут урлајуће пећи која пљује ватру на све стране”.
Холмс је, међутим, скептичан и препознаје лејди Пенроуз као Лилијан Гентри, бившу глумицу, која је била умешана у познати случај убиства пре неколико година када је глумац Алистер Рамсон због љубоморе према њој убио другог глумца. Веровало се да је Рамсон убијен у бекству из затвора пре две године, али сада Холмс верује да Рамсон − мајстор прерушавања − живи у селу, и да је за себе креирао нови идентитет, или можда неколико њих.
Холмс затим скреће пажњу на судију Брисона, другог становника овог села који је повезан са случајем, пошто је изрекао казну Рамсону. Упркос Холмсовим упозорењима, Брисон је убијен. Холмс прати Рамсонов траг до његовог скровишта и открива да постоји трећа особа коју Рамсон жели да убије. Док Рамсон држи Холмса на нишану, Вотсон долази, а Рамсон бежи, пре него што Холмс успе да сазна ко је Рамсонова коначна мета.
Холмс сазнаје да је трећа жртва Журнет, локални гостионичар, бивши затворски чувар. Међутим, Журнет се сакрио. Рамсон тада убија Мари, Журнетову ћерку, јер није открила скровиште свог оца. Холмс проналази Журнета и убеђује га да му помогне да направи замку за убицу.
Холмс и Вотсон најављују да се враћају у Енглеску, а Журнет излази из скровишта и даје до знања да ће ићи у цркву преко мочваре да се помоли за Мари. Рамсон нападне Журнета у мочвари, али отркрива да је то заправо прерушени Холмс. Њих двојица се боре, али Рамсон успева да побегне, након чега га Журнет убија.

## Улоге
| Глумац         | Улога                        |
| -------------- | ---------------------------- |
| Бејзил Ратбон  | Шерлок Холмс                 |
| Најџел Брус    | доктор Џон Вотсон            |
| Џералд Хамер   | Алистер Рамсон               |
| Пол Кавана     | лорд Вилијам Пенроуз         |
| Артур Хол      | Емил Журнет                  |
| Кеј Хардинг    | Мари Журнет                  |
| Мајлс Мандер   | судија Брисон                |
| Дејвид Клајд   | наредник Томпсон             |
| Ијан Вулф      | Дрејк                        |
| Викторија Хорн | Нора                         |
| Гертруда Астор | лејди Лилијан Гентри Пенроуз |

## Продукција
Филм није потписан као адаптација ниједне приче сер Артура Конана Дојла, али има значајну сличност са његовим романом Баскервилски пас из 1902. године. Алан Барнс, у својој књизи Шерлок Холмс на екрану, описао је да Гримизна канџа „дугује много” овом роману, наводећи њихове сличности: „удаљено мочварно подручје; офарбани фосфоресцентни, али наднаравни мисаони терор, одбегли осуђеник на слободи, хладни убица који је скривен међу познаницима; подзаплет који укључује одбачену одећу; плус, наравно, Холмсов метод разоткривања убице, тако што се претвара да се враћа кући, али заправо остаје да ухвати негативца.”
На почетку филма, Вотсон прича о Баскервилском псу.
На самом крају филма Холмс цитира Винстона Черчила, након чега Вотсон пита: „Черчил то каже?”. Холмс одговара „Да, Черчил.” Музика се појачава, а Ратбонов глас опада, али он наставља да говори још неколико речи које се не чују, али покрет усана указује на то да каже: „Бог га благословио”.